# Boarmia tephrinaria
Boarmia tephrinaria är en fjärilsart som beskrevs av Walker 1862. Boarmia tephrinaria ingår i släktet Boarmia och familjen mätare. Inga underarter finns listade i Catalogue of Life.